# 존 조
존 요한 조(John Yohan Cho, 1972년 6월 16일 ~ )는 한국계 미국인 할리우드배우이자 음악가로, 영화 《아메리칸 파이》(1999-2003)의 밀프가이 역, 《해롤드와 쿠마》(2004-2008)의 해롤드 리 역으로 잘 알려져 있다. 배우가 되기 전에는 아이들을 가르치는 선생님이었다. 실제로 명석해서 캘리포니아대학교 버클리캠퍼스에서 영문학을 전공하였다. 50년이 넘는 역사를 지닌 스타트렉 시리즈의 리부트로 제작된 《스타 트렉: 더 비기닝》, 《스타트렉 인투 다크니스》, 《스타트렉 비욘드》에서 히카루 술루 역할로 출연하였으며, 2010년 드라마《플래시포워드》에서 주연인 FBI 요원 드미트리 노 역으로 출연했다. 현재까지 꾸준한 활동을 이어나가고 있다. (필모그래피가 무려 110개가 넘는다.) 또한 비바 라 유니언이라는 인디 밴드에서 보컬을 맡고 있다.

## 사생활
조는 1972년 대한민국 서울에서 태어났으며, 6살 때인 1978년 가족이 미국으로 이민하여 캘리포니아주 로스앤젤레스에서 자랐다. 연극 "여전사(The woman warrior)"로 배우의 길을 걷게 되었다. 아버지는 그리스도의 교회 목사였다. 1990년 캘리포니아주 글렌데일의 허버트 후버 고등학교를 졸업하였으며, 캘리포니아 대학교 버클리에서 영문학을 전공하여 학사 학위를 취득하였고 1996년 졸업하였다. 이후에는 캘리포니아주 웨스트 할리우드의 패시픽 힐스 스쿨에서 영어를 가르쳤다. 일본계 미국인 배우 케리 히구치와 결혼하였으며 딸 한 명과 아들 한 명을 가졌다. 조는 캘리포니아 프로포지션 8 통과를 반대하는 운동에 참여하였다.

## 경력
조는 엔터프라이즈 렌트-A-카의 광고와 같은 한국 잡지의 프린트 모델로 경력을 시작하였다. 버클리를 졸업한 후 로스앤젤레스로 이주하여 아시안 아메리칸 극단, 에스트 웨스트 플레이어에서 일하였으며, 1996년 에드워드 사카모토의 The Taste of Kona Coffee, 2000년에는 김윤진의 My Tired Broke Ass Pontificating Slapstick Funk에 출연하였다. 1999년 코미디 영화 《아메리칸 파이》의 단역으로 출연하여 "MILF"라는 속어를 사용하여 유행시키면서 주목을 받게 된다. 그가 가장 성공했던 주인공 역할은 2004년 영화 《해롤드와 쿠마》에서 맡은 해롤드 리이다. 조는 단편 라이브 시트콤 Off Centre에 출연하였으며, Charmed에서 유령으로 특별 출연하였다. 현재 종영한 폭스의 시트콤 Kitchen Confidential (TV series)|Kitchen Confidential 의 공동 주연이기도 하였다. 조는 《아메리칸 뷰티》, 《에볼루션》, 《다운 투 어쓰》에서 조연을 맡았으며, 《보우핑거》에서는 단역을 맡았다.
2002년 조는 인디 영화 《베터 럭 투모로우》에서 주연을 맡았다. 영화는 남부 캘리포니아에 거주하는 아시아계 미국인 집단의 고통을 다루었는데, 경제적으로는 성공하였지만 사회적으로는 소외된 집단이 정체성의 혼돈으로 폭력을 행사하며 파멸에 이른다는 내용이다. 그는 2006년 9월 NBC의 새 코미디 시리즈 The Singles Table에 캐스팅되었지만, 제작 계획이 변경되면서 방송되지 못했다. 2006년 조는 잡지 《피플》에서 올해의 가장 섹시한 남성 중 한 명으로 선정되었다.
조는 2004년 7월 《코리앰 저널》의 이슈로 다루어졌다. 그는 UCB와 USC 출신으로 구성된 비바 라 유니온의 리드 보컬이다. 2007년에는 《어글리 베티》에 전속 출연하게 되는데, 회계사 헨리 그럽스틱 (크리스토퍼 고엄)의 베스트 프렌드 케니 역할을 맡았다. J. J. 아브람스의 영화 《스타 트렉: 더 비기닝》과《스타 트렉: 인투 다크니스》에서는 조타수 히카루 술루 역을 맡았다.
그는 뮤직비디오 "Be a Nigger Too"에서 여러 유명인사들과 함께 출연했고, 시트콤 《내가 그녀를 만났을 때》의 에피소드 "I'm Not That Guy"에서 악한 법률회사의 파트너로 게스트로 출연했다. 그 이후에는, IGN의 STACI KRAUSE는 조가 "the scence stealer in this episode"라는 글을 썼고, 그녀는 이 시리즈에서 "정말로 그를 더 보고 싶다."라고 전했다.
2006년에는 잡지 피플에서 올해의 가장 섹시한 남자 중 한 명으로 존 조가 선정되기도 했다.
2009년 존 조는 《스타 트렉: 더 비기닝》 영화 개봉 홍보차 내한해서 백지연의 피플 인사이드 프로그램에 출연하기도 했다.
2009년부터 2010년에, 조는 ABC 방송 TV 시리즈인 《플래시포워드》 FBI 특수요원 디미트리 노 역할을 맡게 되었고, 그의 역할은 한 시즌만 등장하고 원래 죽기로 예정되었지만 《스타 트렉》의 술루 역할로 존 조의 인기가 많아진 이후에, 제작자는 하락하는 시청률을 상승시키고자 그가 살아남도록 이야기 구성을 수정했다.
2013년에는 《슬리피 할로우》 드라마에서 앤디역을 맡았고, 내 인생을 훔친 사랑스러운 도둑녀 (코미디, 범죄)영화에서는 다니엘 케이시역을 맡았고, 영화《스타 트렉: 인투 다크니스》에서는 히카루 술루 역을 맡았고, 영화《댓 버닝 필링》에서 조연을 맡았다.
2014년에 그는 단명한 시트콤인 《셀피》에서 헨리 히긴스 역할을 맡았으며 이 작품은 George Bernard Shaw에 의해 피그말리온이 각색된 것이다. 이 배역으로 그는 미국TV에서 주인공을 맡은 최초의 아시아계 미국인이 되었다.
2015년에 존 조는 <Grandma>, <Get a job>에 출연했으며 영화<Zipper>에서는 조연 EJ역을 맡았다.
2016년에 영화《스타트렉 비욘드》에서 술루 역을 다시 맡았으며 주연으로서의 면모를 보여주었다.
2018년 미스터리 스릴러《서치》에서 실종된 딸을 찾는 한국계 미국인 아버지 데이비드 킴 역으로 출연했다. 한국에서만 무려 월드 박스 오피스 수입의 절반 이상을 거뒀다.(9/23일 기준) 여담으로, 실제 자신의 나이에 맞는 역할이지만 동안인 얼굴 탓에 주름을 그리는 등 늙어 보이도록 분장을 했다. 처음엔 배역을 거절했다가 감독인 아니쉬의 설득으로 촬영을 시작했다.
2021년 넷플릭스에서 《카우보이 비밥 》의 주인공 스파이크 스피겔 역으로 출연했다.

## 작품
| 연도   | 제목                                   | 역할                     | 비고       |
| ------ | -------------------------------------- | ------------------------ | ---------- |
| 1997년 | 옐로우                                 | 조이                     |            |
| 1997년 | 왝 더 독                               | Aide #3                  |            |
| 1997년 | Shopping for Fangs                     | 클라렌스                 |            |
| 1998년 | 《참드》                               | 마크 차오                |            |
| 1999년 | 아메리칸 뷰티                          | 세일 하우스 맨 #1        |            |
| 1999년 | 《보우핑거》                           | 나이트클럽 청소부        |            |
| 1999년 | 《아메리칸 파이》                      | 밀프 가이/보컬 재즈 그룹 |            |
| 2000년 | 《고인돌 가족 2》                      | 주차 요원                |            |
| 2001년 | 《아메리칸 파이 2》                    | 존                       |            |
| 2001년 | Delivering Milo                        | Mr. Hugo                 |            |
| 2001년 | Earth vs. the spider                   | 한                       |            |
| 2001년 | 《에볼루션》                           | 학생                     |            |
| 2001년 | Off Centre                             | 차우 프레슬리            | TV 시리즈  |
| 2001년 | 《다운 투 어쓰》                       | 필 퀀                    |            |
| 2001년 | 《파빌리온》                           | 펭모 우                  |            |
| 2002년 | 《베터 럭 투모로우》                   | 스티브 조                |            |
| 2002년 | 《솔라리스》                           | DBA 밀사 #1              |            |
| 2002년 | 《빅 팻 라이어》                       | 더스틴 웡                |            |
| 2003년 | 《아메리칸 파이 3: 아메리칸 웨딩》     | 존                       |            |
| 2003년 | 《킴 파서블》                          | 히로타카 (목소리)        | TV 시리즈  |
| 2004년 | 《인 굿 컴퍼니》                       | 피티                     |            |
| 2004년 | 《해롤드와 쿠마》                      | 해롤드 리                |            |
| 2004년 | See This Movie                         | 래리 핑클스테인          |            |
| 2005년 | 《하우스》                             | 하비 박                  | TV 시리즈  |
| 2005년 | Kitchen Confidential                   | 테디 웡                  | TV 시리즈  |
| 2006년 | 《아메리칸 드림즈》                    | 아이틀즈                 |            |
| 2006년 | 《책 속에 오르가즘이 있다》            | 톰                       |            |
| 2006년 | 《그레이 아나토미》                    | 마셜 스톤                | TV 시리즈  |
| 2007년 | 《웨스트 32번가》                      | 존 김                    |            |
| 2007년 | 《스마일리 페이스》                    | 미키                     |            |
| 2007년 | 내가 그녀를 만났을 때                  | 제프 코츠워스            | TV 시리즈  |
| 2007년 | 《어글리 베티》                        | 케니                     | TV 시리즈  |
| 2007년 | 'Til Death                             | 바이스 교장              | TV 시리즈  |
| 2008년 | Nick and Norah's Infinite Playlist     | 마약꾼                   |            |
| 2008년 | 해롤드와 쿠마 2: 관티나모로부터의 탈출 | 해롤드 리                |            |
| 2009년 | 《스타 트렉: 더 비기닝》               | 히카루 술루              |            |
| 2009년 | 플래시포워드                           | 디미트리 노              | TV 시리즈  |
| 2010년 | 오류 있었음. 아래 항목 분할 편집 바람  |                          |            |
| 2011년 | 스타 트렉: 인투 다크니스               | 히카루 술루              |            |
| 2011년 | 해롤드와 쿠마의 크리스마스             | 해롤드 리                |            |
| 2012년 | Go On                                  | Steven                   | TV 시리즈  |
| 2014년 | 셀피                                   | Henry Higgs              | TV 시리즈  |
| 2016년 | 스타트렉 비욘드                        | 히카루 술루              |            |
| 2017년 | 콜럼버스                               | 진                       |            |
| 2017년 | 엑소시스트2                            | 앤드류 김                | TV 시리즈  |
| 2018년 | 서치                                   | 데이비드 킴              |            |
| 2018년 | The Oath                               | 피터                     |            |
| 2019년 | Tigertail                              | Grover                   |            |
| 2020년 | 오버 더 문                             | 아빠                     | 애니메이션 |
| 2020년 | 그루지 2020                            |                          |            |
| 2021년 | 위시 드래곤                            | 신룡                     | 넷플릭스   |
| 2021년 | 카우보이 비밥                          | 스파이크 스피겔          | 넷플릭스   |
| 2025년 | 북극성                                 | 앤더슨                   | 디즈니+    |